# John Macqueen Cowan
John Macqueen Cowan (1891-1960) fue un botánico británico. Estuvo casado con la también botánica Adeline May Cowan (1895-1979). Trabajó activamente en la India.

## Algunas publicaciones
- adeline m. Cowan, john m. Cowan. 2006. The trees of northern Bengal: including shrubs, woody climbers, bamboos, palms and tree ferns. Editor	Internat. Book Distrib. 178 pp.
- john m. Cowan. 1978. The flora of the Chakaria Sundarbans. 225 pp.
- ----------------------. 1952. The journeys and plant introductions of George Forrest, V. M. H. Editor Pub. for the Royal Horticult. Soc. of Oxford Univ. Press, 252 pp.
- ----------------------. 1950. The rhododendron leaf: a study of the epidermal appendages. Editor Oliver & Boyd, 120 pp.
- ----------------------. 1949. Nature Study Talks on Animals and Plants. Editor Littlebury. 85 pp.
- ----------------------. 1929. The forests of Kalimpong: An ecological account. Records of the Botanical Survey of India 18 ( 1). Editor Gov. of India central publ. branch, 74 pp.

## Eponimia
- (Fabaceae) Racosperma cowanianum (Maslin) Pedley[1]
- (Lauraceae) Ocotea cowaniana C.K.Allen[2]
- (Rutaceae) Raveniopsis cowaniana Steyerm. & Luteyn[3]